# 包霖
包霖（英語：Daniel Alfred Poling，1884年11月30日—1968年2月7日），美國籍牧師，曾任基督教兒童福利基金會（台灣分會現名為家扶基金會）董事、《基督教先鋒報》負責人，並自1950年代起協助台灣光音育幼院、台中育嬰院（Daniel A. Poling Memorial Babies' Home）、大雅盲童育幼院（台中惠明盲校）與樂生療養院職業治療室的成立。

## 早年生活與家庭
1884年，包霖出生於俄勒岡州的波特蘭市，父母親分別為Charles Cupp Poling與Savilla Kring Poling。父親Charles Cupp Poling本身就是牧師，在1883年協助基督教協基會成立，包霖的兩個哥哥Paul N.Poling跟Charles S.Poling後來也成為牧師。
包霖畢業於他父親創立的達勒斯學院（Dalles College）。1906年，他與Susan Jane Vandersall結婚，他們的其中一位孩子克拉克.V.包霖畢業於耶魯神學院，是二戰期間命喪於多切斯特號事件的四位牧師之一。

## 擔任牧師期間
包霖於1906年在俄亥俄州的基督教協基會教堂擔任牧師，並隨後投入在美國的禁酒運動。一次大戰期間，他組成牧師團隊，成為美國遠征軍在法國的隨行神職人員。
從1922年到1939年，他在曼哈頓的大理石學院教堂擔任牧師，並擁有每周的廣播節目。在這期間，他認識了諾曼.文森特.皮爾，這位友人稱包霖為「最傑出的耶穌追隨者之一」。
1927年，包霖擔任新教雜誌《基督教先鋒報》的編輯。1939年，他辭去牧師職務，正式成為《基督教先鋒報》的負責人。在他的領導下，該報繼續支持美國在二次世界大戰的軍事行動、美國兵役登記與核子武器的發展。1950年代，他同時擔任基督教兒童福利基金會（Christian Children's Fund）董事。1966年，他自《基督教先鋒報》退休，同年轉任基督教徒奮進青年協會的負責人，並服務到1968年過世為止。

## 政治傾向
包霖有多次競選經驗，但未曾在選舉中獲得勝利。1912年，他代表禁酒黨參選俄亥俄州州長落選。1951年他搬到費城，代表共和黨競選費城市長，遭民主黨小約瑟夫·克拉克擊敗。次月，第33任美國總統杜魯門拔擢包霖擔任政府稅務醜聞的調查員。1960年，他基於對第35任總統甘迺迪的天主教信仰不信任，表態支持尼克森擔任總統。

## 與台灣關聯
1950年，時任基督教兒童福利基金會董事的包霖，贊助家扶基金會首任董事長高甘霖宣教士、芥菜種會創辦人孫理蓮宣教士在台中市光音里福音巷5號成立基督教台中光音愛兒園（現台中光音育幼院），收養父母雙亡孤兒，並聘呂春長牧師為第一任院長，為全台第一所家庭式育幼院。並陸續在1953年與1956年設立台中育嬰所及台北盲童育幼院，其中台北盲童育幼院於1961年遷至台中大雅，為台中惠明盲校 （页面存档备份，存于）的前身。
1953年，包霖在孫理蓮宣教士的請託下，將基督教先鋒報收到的一筆指定救助漢生病患者的捐款，贊助給位於新北迴龍的樂生療養院，讓孫理蓮在院內設立職業治療室（Occupational Therapy Room），使病患一方面透過木工紓解心情，一方面販賣工藝品獲取額外收入。
此外包霖與宋美齡也有私誼，在來台視察育幼院運作期間，宋美齡以私人飛機接送，並請他在凱歌堂以牧師身份講道。

## 相關人物
- 高甘霖
- 孫理蓮